# Liste de personnalités liées à Morges
 (juin 2013).
Si vous disposez d'ouvrages ou d'articles de référence ou si vous connaissez des sites web de qualité traitant du thème abordé ici, merci de compléter l'article en donnant les références utiles à sa vérifiabilité et en les liant à la section « Notes et références ».
Cette page est une liste non exhaustive de personnalités étant nées, mortes ou ayant vécu dans la ville de Morges, en Suisse. Ne sont donc pas compris les hôtes célèbres. Pour une liste de personnalité nées à Morges, se référer à la catégorie en bas de cet article. Les personnalités sont classées exclusivement par date de naissance.

## XIIIesiècle
- Louis de Savoie (1250-1303), sire de Vaud, fondateur de la ville

## XVesiècle
- Marguerite de Savoie (1420-1479), duchesse

## XVIIIesiècle
- Jean-Jacques Cart (1748-1813), juriste, politique et révolutionnaire vaudois
- Henri Monod (1753-1833), homme politique vaudois
- Jean-Marc Mousson (1776-1861), homme politique vaudois

## XIXesiècle
- Frédéric Monneron (1813-1837), poète
- Louis Buvelot (1814-1888), artiste peintre
- Charles Dufour (1827-1902), scientifique et enseignant. Bourgeois d'honneur de Morges (1892), une place de cette localité porte son nom
- Eugène Bersier (1831-1899), prédicateur, pasteur de l'Église réformée de Paris
- Jean-Marc Morax (1838-1913), médecin
- François-Alphonse Forel (1841-1912), médecin, fondateur de la limnologie et à l'origine de l'explication du mystère d'Euripe
- William Cart (1846-1919), enseignant
- Auguste Forel (1848-1931), psychiatre
- Alexis Forel, (1852-1922), graveur
- Ignacy Paderewski (1860-1941), musicien et personnalité politique polonaise
- Roger Vittoz (1863-1925), médecin psychosomaticien
- Alexandre Yersin (1863-1943), biologiste, découvreur du vaccin contre la peste en 1894
- Victor Morax (1866-1935), médecin, découvreur de Moraxella lacunata, bactérie à l'origine de la conjonctivite
- Jean Schopfer, plus connu sous le nom de Claude Anet (1868-1941), joueur de tennis, journaliste et écrivain
- Jean Morax, artiste peintre
- Maurice Muret (1870-1954), journaliste et littérateur.
- Henryk Opieński (en) (1870-1942), compositeur polonais, ami d'Ignacy Paderewski
- Louis Soutter (1871-1942), artiste, peintre et dessinateur
- René Morax (1873-1963), dramaturge
- Albert Muret (1874-1955), peintre
- Rodolphe-Théophile Bosshard (1889-1960), peintre
- Henry Vallotton (1891-1971), homme politique
- Milo Martin (1893-1970), sculpteur
- Alfred Gehri (1895-1972), écrivain et scénariste
- Alfred Oulevay (1896-1965), homme politique, directeur des usines Oulevay de 1927 à 1950
- Robert Pache (1897-1974), footballeur
- Lydia von Auw (1897-1994), première femme pasteure du canton de Vaud et médiéviste[1]

## XXesiècle
- Germaine Suter-Morax (1896-1974), pionnière de l'accueil en Suisse romande d'anciennes déportées françaises de la Résistance.
- Igor Stravinsky (1882-1971), compositeur russe, habita à Morges de 1915 à 1917 dans la Villa Rogivue (devenue aujourd'hui l'Hôtel La Maison d'Igor).
- Jean-Georges Martin (1902-1989), poète et écrivain
- Armel Guerne (1911-1980), poète et traducteur d'auteurs romantiques allemands, d'Herman Melville, de Lao Tseu, de Yasunari Kawabata est né à Morges.
- Élisabeth Burnod (1916-1979), écrivaine
- Anne de Bourbon-Parme, (1923-2016), reine titulaire de Roumanie
- Bernard Clavel (1923-2010), écrivain
- André Pirlot (1926-1997) sculpteur belge
- André Charlet (1927-2014), musicien et chef de chœur
- Henri-Charles Tauxe (1933-2013), journaliste et psychanalyste
- Jacques Dubochet (1941-), biochimiste, père de la cryo-microscopie électronique, Prix Nobel de Chimie 2017, conseiller communal
- Pierre Fehlmann (1942-), navigateur
- Michel Glardon (1943-2003), éditeur et politique
- Eric Voruz (1945-), syndic (1994-2008), conseiller national (2007-2015)
- Jean Billeter (1947-), poète et romancier
- Patrick Moraz (1948-), musicien
- Sylviane Friederich (1950-), galeriste, libraire et éditeur vaudoise
- Olivier Anken (1957-), joueur de hockey sur glace
- Eric Hoesli (1957-), journaliste
- Jacques-Étienne Bovard (1961-), écrivain
- Alain Weber (1969-), compositeur
- Nuria Gorrite (1970-), ancienne syndique (2008-2012), actuellement conseillère d'État
- Jean-François Schwab (1973-), journaliste et écrivain
- Yves Mettler (1976-), artiste
- Blaise Hofmann (1978-), écrivain
- Sébastien Meyer (1988-), écrivain
- Yann Sommer (1988-), footballeur au FC Bâle
- Yannick Weber (1988-), joueur de hockey sur glace
- Nicolas-Guy Kunz (1989-), sept fois champion suisse d'escrime
- Nikola Vučević (1990-), joueur de basket-ball